# Хан Док Су
Хан Док Су (кор.: хангиль: 한덕수, ханча: 韓悳洙, НЛ: Han Deok-su, МР: Han Tŏk-su; нар. 18 червня 1949) — в.о. Президента Південної Кореї та прем'єр-міністр Південної Кореї (14 березня 2006 – 19 квітня 2006, 2 квітня 2007 – 29 лютого 2008, 21 травня 2022 – 27 грудня 2024 та 24 березня 2025 – 1 травня 2025), корейський економіст, дипломат і політик.

## Кар'єра
Вивчав економіку в Сеульському національному та Гарвардському університетах. Від 1970 року працював у Національній податковій службі. 1982 року отримав посаду в міністерстві торгівлі, промисловості й енергетики.
Від 1997 до 1998 року очолював Патентне управління Республіки Корея, а від 1998 до лютого 2001 року був міністром торгівлі. Після того Хана призначили на посаду постійного представника Південної Кореї в ОЕСР. 2003 року він зайняв пост директора Корейського інституту промислової економіки й торгівлі.
Від березня 2005 до липня 2006 року обіймав посаду віцепрем'єра та міністра фінансів в уряді Лі Хе Чхана. Після того був призначений радником президента Но Му Хьона з економічних питань. З 14 березня до 19 квітня 2006 року виконував обов'язки прем'єр-міністра країни. У квітні 2007 року очолив Уряд Республіки Корея.
Після виходу у відставку, від 2009 до 2013 року був послом Південної Кореї в США. Повернувшись на батьківщину, у 2012—2015 роках був головою Корейської міжнародної торгової асоціації.
Хан обіймав викладацькі посади в університетах Хонгік та Університеті Данкук, перш ніж обраний президент Юн Сок Йоль висунув його на посаду прем'єр-міністра у квітні 2022 року. Під час слухань із затвердження на посаду Хан Док Су заявив, що стабілізація економіки буде його головним пріоритетом на посаді. У травні 2022 року Хан був втретє обраний парламентом на посаду прем'єр-міністра у віці 72 років, ставши найстаршою людиною, яка обійняла цю посаду в історії країни. «Демократична партія», яка мала більшість місць у Національних зборах, та «Партія справедливості» бойкотували його затвердження.

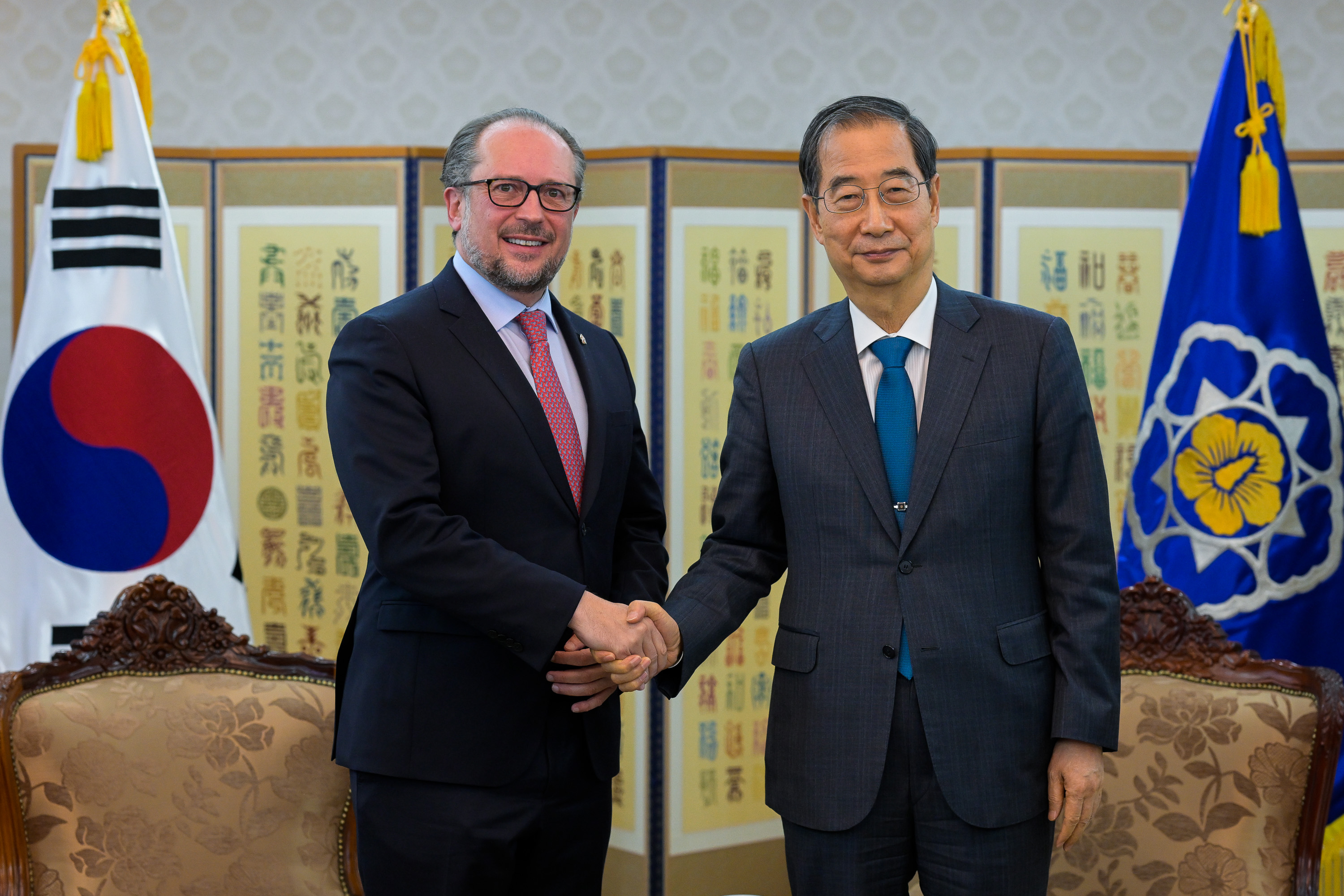
Хан Док Су з міністром закордонних справ Австрії Александером Шалленбергом в жовтні 2022 року

21 вересня 2023 року Національні збори більшістю зі 175 голосів затвердили пропозицію опозиції про відставку Хан Док Су з посади прем'єр-міністра через його невідповідність займаній посаді. Це стало першим в історії країни успішним голосуванням за відставку прем’єр-міністра. Однак президент не ухвалив рішення законодавців.
У лютому 2024 року, після того, як було представлено урядовий план щодо збільшення прийому абітурієнтів до медичних вузів, тисячі лікарів припинили роботу на знак протесту, заявивши, що це погіршить якість обслуговування. Протест призвів до значних затримок хірургічних процедур та медичного лікування. Хан наказав вжити надзвичайних заходів для боротьби з кризою, таких як використання телемедицини, збільшення кількості операцій у державних лікарнях та відкриття військових клінік. 22 лютого Хан оголосив, що рівень небезпеки для здоров'я в країні буде підвищений до «серйозного» під час наради щодо боротьби зі стихійними лихами. Через кілька днів Хан оголосив, що уряд направить військових і місцевих лікарів для боротьби з надзвичайною ситуацією, що триває.
10 квітня 2024 року Хан Док Су подав у відставку після поразки правлячої партії «Сила народу» на парламентських виборах у 2024 році, але відставку так і не було прийнято президентом.
Перед оголошенням 3 грудня 2024 року президентом Юн Сок Йолем військового стану приблизно о 22:17 відбулося п'ятихвилинне засідання кабінету міністрів, на якому, за словами прем'єр-міністра Хан Док Су, ніхто не погодився з ідеєю Юна. "Корея таймс" повідомляла, що прем'єр-міністр Хан Док Су був фактично відсторонений від ухвалення рішення. Близько 2:30 ночі 4 грудня прем'єр-міністр Хан Док Су рекомендував президенту наслідувати рішення Національних зборів і скасувати військовий стан. У ході розслідування обставин запровадження військового стану Хан Док Су був допитаний поліцією і опитаний парламентом. На зустрічі 4 грудня прем'єр-міністра Хана та лідера «Сили народу» Хан Дон Хуна з президентом Юном останній заявив політикам, що вважає свої дії законними.
Після невдалої спроби імпічменту Юна 7 грудня, прем'єр-міністр Хан і лідер правлячої партії «Сила народу» Хан Дон Хун 8 грудня запропонували громадськості план, у якому президент Юн формально залишається на посаді, які спільно фактично виконували його обов'язки. Однак цей план піддався широкій критиці, а опозиція назвала його антиконституційним і закликала правлячу партію голосувати наступного разу за імпічмент.
14 грудня 2024 року в результаті успішного імпічменту президенту Юн Сок Йолю, прийняв на себе виконання обов'язків президента країни. Після вступу Хана на посаду між двома провідними партіями країни «Силою народу» та «Демократичною партією» розгорілася суперечка, хто має вважатися правлячою силою, оскільки Хан Док Су є незалежним. Лідер «Демократичної партії» Лі Чже Мьон запропонував сформувати консультативний орган між парламентом та урядом для стабілізації державних справ, проте лідер парламентської фракції «Сили народу» Квон Сон Дон відхилив пропозицію, заявивши: «„Сила народу“ як і раніше є правлячою партією», незважаючи на меншість у парламенті та усунення президента». На зустрічі зі спікером Національних зборів У Вон Сіком, виконуючий обов'язки президента Хан заявив, що уряд буде приймати рішення на основі Конституції та законів. Спікер У ж закликав спільно працювати над створенням та функціонуванням національного консультативного органу з політики. Важливим предметом розбіжностей між правлячою та опозиційною партіями є потенційне застосування Ханом президентського вето щодо шести спірних законопроектів. Зокрема законів про управління зерном, про розслідування спеціальними прокурорами запровадження військового стану та про розслідування щодо правопорушень першої леді Кім Кон Хі. 19 грудня він наклав вето на шість спірних законопроектів. Ця пропозиція була схвалена на позачерговому засіданні Кабінету міністрів, яке Хан провів раніше того ж дня.
27 грудня 2024 року Хан був підданий імпічменту всіма 192 присутніми депутатами парламенту. Хан Док Су став першим в історії виконувачем обов'язків президента Республіки Корея, якому було оголошено імпічмент. 24 березня 2025 року Конституційний суд відхилив імпічмент Хана 5 голосами проти 1, після чого він повернувся до виконання обов'язків президента та прем'єр-міністра.
Повернувшись до виконання обов'язків президента, Хан пообіцяв забезпечити стабільне управління і захищати інтереси країни в умовах торговельної війни, нав'язаної Сполученими Штатами, одночасно закликаючи до національної єдності на тлі імпічменту Юн Сок Йоля. Однією з його перших дій щодо повернення на посаду став нагляд за реагуванням на лісовими пожежами, які він назвав найстрашнішими в історії країни.
1 травня 2025 року він оголосив про свою відставку з усіх посад, починаючи з 2 травня, для участі у президентських виборах.